# Sindrom neodgovarajućeg izlučivanja antidiuretskog hormona
Sindrom neodgovarajućeg izlučivanja antidiuretskog hormona (skraćeno SIADH) ili Švarc-Barterov sindrom je bolest koja se karakteriše neprimerenim lučenjem hormona zadnjeg režnja hipofize ADH (antidiuretski hormon).
SIADH često nastaje kao posledica bolesti centralnog nervnog sistema (npr. meningitisa, encefalitisa). Javlja se kod malignih bolesti (npr. karcinom pluća, karcinom gušterače, karcinom debelog creva) i bolesti pluća. Može biti i uzrokovana lekovima, a može ostati i nepoznatog uzorka, tzv. idiopatski SIADH.
SIADH se naziva i Švarc-Barterov sindrom po američkim naučnicima Frederiku Barteru koji je prvi opisao sindrom na dva pacijenta obolela od karcinonoma pluća, i Vilijamu Švarcu.

## Patofiziologija
lučenje iz zadnjeg režnja hipofize je regulisano osmolarnošću krvne plazme, tako da povećanje osmolarnosti plazme uzrokuje povećano lučenje ADH, koji u bubregu uzrokuje povećanje reapsorpcije vode. Kod smanjene osmolarnosti, smanji se lučenje ADH, te se manje vode reapsorbuje u bubregu. Kod SIADH-a ne dolazi do odgovarajućeg smanjenja lučenja ADH, i dolazi do prevelike reaposrpcije vode u bubregu.

## Literatura
1. ↑  „Syndrome of Inappropriate Antidiuretic Hormone Information on Healthline”. Архивирано из оригинала 09. 07. 2011. г. Приступљено 11. 04. 2011.
2. ↑  „Syndrome of Inappropriate Antidiuretic Hormone Secretion (SIADH) - My Child Has - Children's Hospital Boston”. Архивирано из оригинала 04. 12. 2010. г. Приступљено 11. 04. 2011.
3. ↑  Montserrat Picazo Sánchez; Marc Cuxart Pérez; Ramón Sans Lormán; Carles Sardà Borroy (2009). „Syndrome of inappropriate antidiuretic hormone hypersecretion caused by pneumonia diagnosed using a CT scan”. Nefrologia. 29 (5): 497—498. doi:10.3265/Nefrologia.2009.29.5.5388.en.full.
4. ↑  Kate Johnson. „Avoiding Syndrome of Inappropriate Antidiuretic Hormone Secretion in Dying Patients: An Expert Interview With Patrick Vinay, MD”. Приступљено 11. 04. 2011.

|  | Molimo Vas, obratite pažnju na važno upozorenje u vezi sa temama iz oblasti medicine (zdravlja). |